# 朱迪
是2019年美国传记剧情片，讲述美国歌手、演员朱迪·加兰的一生。影片改编自获得英国奥利弗奖和美国托尼奖提名、由彼得·奎特创作的戏剧《彩虹的尽头》。影片由鲁伯特·古尔德导演，蕾妮·齐薇格饰演主角加兰、杰西·伯克利、芬恩·維特羅克、卢夫斯·塞维尔和邁可·坎邦饰演配角。
影片于2019年8月30日在特柳赖德电影节上首映，2019年9月27日登陆美国，2019年10月2日登陆英国。影片获得不俗的评价，其中齐薇格的演技获得一致好评。也因为个人的表现，齐薇格获得多项大奖提名，包括金球奖、美国演员工会奖、奧斯卡獎、英國電影學院獎、独立精神奖和评论家选择奖的最佳女主角。

## 剧情
14歲時，茱蒂·嘉蘭獲得錄音室經紀人路易·B·梅耶的賞識，梅耶認為她有其他女孩子沒有的天賦。當時，茱蒂的唱歌能力超越童星出道的秀蘭·鄧波兒。鏡頭隨後切到40歲的茱蒂，當時的她嫁給西德尼·盧夫特，兩人生了一對子女，她經常帶著孩子出去表演。後來有一天，茱蒂帶著孩子們去住酒店，但是因為之前沒有付賬遭到拒絕。於是，茱蒂回到家，去找當時已經跟她離婚的盧夫特。
茱蒂在派對結識夜總會老闆米奇·迪恩斯，兩人情投意合。鏡頭回到她小時候，茱蒂當時和米基·魯尼約會，錄音室的管理員衝進門，給茱蒂餵安非他命，控制她的食慾。回到1968年，經紀人找到茱蒂，向她拋出英國方面的橄欖枝。當時，茱蒂的演技已經大不如前，而且還控制不好情緒，美國已經不再熱情對待。於是，茱蒂作出艱難決定，把兩個孩子留給盧夫特，獨身前往英國。
然而到了英國，茱蒂被濫用藥物問題所困擾，無法在舞台上正常表演，在倫敦的首演也遲到了。著急的助理們檢查她的身體狀況，給她補了妝。最終，她奉上了精彩的表演，沒有辜負歌迷們的熱情。回到14歲，茱蒂開始埋怨每天被餵藥的日常安排。到了1968年，茱蒂再次登台獻唱，表演《電車謠》，贏得滿堂喝彩。
演出過後，茱蒂回後台的路上，遇到了兩位男同志粉絲。在盛情邀請下，茱蒂去了他們的公寓吃宵夜。兩人正在面對人生的難題，茱蒂便叫他們用彈鋼琴彈奏《Get Happy》，自己跟著唱來鼓勵他們。迪恩後來突然來到倫敦，為茱蒂加油打氣，不過茱蒂還是不能夠按時進行舞台表演。回到15歲那年，茱蒂的童年生活很累人，經常被梅耶的心理戰術折磨，以保持最佳狀態。
茱蒂因遲到與觀眾口角，暫停演出，英國經紀人帶她給耳鼻喉醫生做身體檢查。茱蒂表示，幾年前她做了氣管切開術，發聲很困難。醫生診斷她的身體和精神都很疲憊，需要休養。後來迪恩成為她的第五任丈夫。此時，茱蒂掛念分別的兩個孩子，幸運的是，他們正在加州讀書，日子過得很愉快。然而，因茱蒂的脫序，迪恩未能成功為茱蒂爭取新的演藝合約，倆人大吵一架不歡而散。接下來的表演，茱蒂因精神狀況在舞台跌倒，遭到現場觀眾噓聲。最終，茱蒂結束歌唱工作，在最後一晚的演出中演唱告別曲。茱蒂演唱《彩虹之上》時情緒潰堤，在歌迷的支持下，茱蒂站了起來表演。茱蒂問觀眾“你們不會忘記我的，對吧？”。片尾字幕顯示茱蒂於1969年夏天，也就是六個月後去世，享年47歲。

## 演员

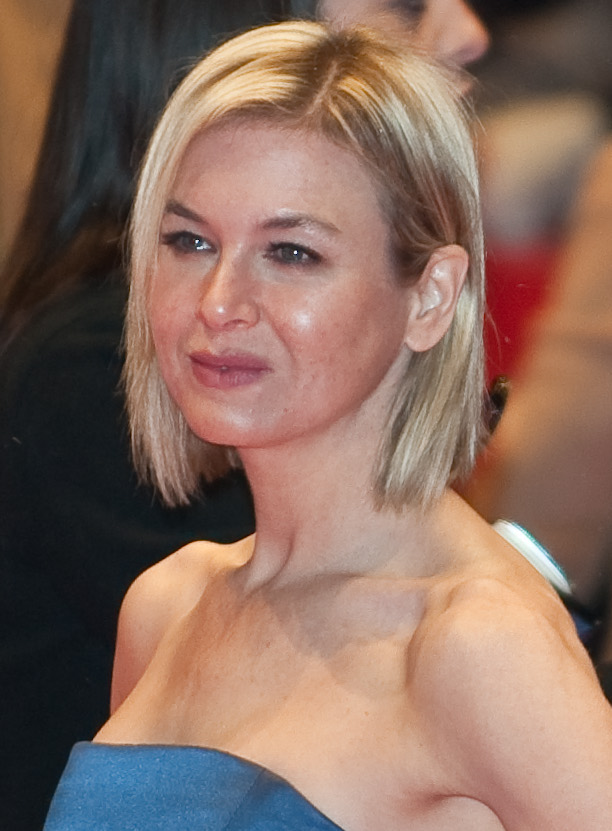
蕾妮·齐薇格

- 蕾妮·齐薇格 饰 朱迪·加兰
  - 戴茜·肖（Darci Shaw）饰 少年的朱迪·加兰
- 芬恩·維特羅克 饰 米奇·迪恩斯（英语：Mickey Deans）
- 盧夫斯·塞維爾 饰 西德尼·卢夫特（英语：Sidney Luft）
- 邁可·坎邦 饰 伯纳德·德尔丰（英语：Bernard Delfont）
- 傑西·伯克利 饰 罗莎琳·怀尔德（Rosalyn Wilder）
- 理查德·科德瑞（英语：Richard Cordery） 饰 路易·B·梅耶
- 貝拉·拉姆齊 饰 洛娜·鲁夫（英语：Lorna Luft）
- 罗伊斯·皮埃尔森（英语：Royce Pierreson） 饰 伯特（Burt）
- 安迪·尼曼 饰 丹（Dan）
- 丹尼尔·塞奎拉（Daniel Cerqueira）饰 斯坦（Stan）
- 亚瑟·麦贝恩（Arthur McBain） 饰 阿什基（Askith）
- 约翰·达格利什（英语：John Dagleish） 饰 朗尼·多根（英语：Lonnie Donegan）
- 杰玛-莉亚·德芙罗（英语：Gemma-Leah Devereux） 饰 麗莎·明内利
- 大卫·鲁宾（David Rubin）饰 诺尔（Noel）
- 莱温·劳埃德（Lewin Lloyd）饰 杰伊·卢夫特（Joey Luft）
- 费内拉·伍尔加（英语：Fenella Woolgar） 饰 玛格丽特·汉密尔顿
- 古斯·巴瑞（Gus Barry）饰 米基·鲁尼

## 制作
影片于2019年3月19日在伦敦开拍，取景地包括西伦敦制片厂和哈克尼帝国剧院。

### 音乐
电影原声带于2019年9月28日由迪卡唱片发行。专辑收录了齐薇格以朱迪·加兰的身份在片中演唱的全部曲目，以及与山姆·史密斯及洛福斯·温莱特三重唱的歌曲。
| 曲序     | 曲目                                                      | 词曲                                                                                | 时长  |
| -------- | --------------------------------------------------------- | ----------------------------------------------------------------------------------- | ----- |
| 1.       | By Myself                                                 | 阿瑟·施瓦兹 （ 英语 ： Arthur Schwartz） 霍华德·迪茨 （ 英语 ： Howard Dietz）                                 | 4:14  |
| 2.       | Get Happy（与山姆·史密斯）                                | 哈罗德·阿伦 特德·科勒 （ 英语 ： Ted Koehler）                                                 | 2:52  |
| 3.       | For Once in My Life                                       | 罗恩·米勒 （ 英语 ： Ron Miller (songwriter)） 奥兰多·默登（ ）                                            | 3:00  |
| 4.       | Zing Went the Strings                                     | 詹姆斯·汉利                                                                         | 3:22  |
| 5.       | You Made Me Love You                                      | 詹姆斯·V·摩纳哥 （ 英语 ： James V. Monaco） 约瑟夫·雷蒙德·麦卡锡                                  | 2:29  |
| 6.       | Talk of the Town                                          |                                                                                     | 3:42  |
| 7.       | Come Rain or Come Shine                                   | 阿伦 约翰尼·默瑟                                                                    | 3:44  |
| 8.       | Have Yourself a Merry Little Christmas（与洛福斯·温莱特） | 休·马丁 （ 英语 ： Hugh Martin） 拉尔夫·布莱恩 （ 英语 ： Ralph Blane）                                   | 2:58  |
| 9.       | The Trolley Song                                          | 马丁 布莱恩                                                                         | 2:29  |
| 10.      | The Man That Got Away                                     | 阿伦 艾拉·格什温                                                                    | 4:21  |
| 11.      | Theme from San Francisco                                  | 布罗尼斯瓦夫·卡珀 （ 英语 ： Bronislaw Kaper） 沃尔特·于尔曼 （ 英语 ： Walter Jurmann） 古斯·卡恩 （ 英语 ： Gus Kahn） | 2:45  |
| 12.      | 彩虹之上                                                  | 阿伦 叶·哈伯格                                                                      | 3:35  |
| 总时长： | 总时长：                                                  | 总时长：                                                                            | 39:31 |

## 发行
影片于2019年8月30日在特柳赖德电影节举办全球首映礼，2019年9月10日亮相多伦多国际电影节。2019年9月27日登陆美国院线，由路边风景电影公司和LD娱乐发行，2019年10月2日登陆英国院线，由百代电影公司发行。

## 评价

### 票房
截至2020年1月2日，影片北美票房2400万美元，海外票房1370万美元，合共3770万美元。上映首周末登录461块银幕，收获290万美元，位列票房第七位。从观众群体分布层面看，女性观众占60%，35岁以上观众占79%。次周上映银幕扩大到1458块，收入440万美元，位列第七位。

### 专业评价
汇总媒体烂番茄依照评论280条，给出83%的新鲜度，平均分7.01/10。网站共识写道：“在蕾妮·齐薇格扎实的演绎功底的带领下，《朱迪》用敏锐的眼光捕捉了一名深受喜爱的艺术家的迟暮时光。”Metacritic按照45条评论打出平均分66/100，表示“普遍好评” 。影院评分的观众投票结果为“A–”（评分等级从A+到F）
。
《滚石》的彼得·崔维斯认为，齐薇格演绎的朱迪·加兰是“年度最佳表演”，而《名利场》的佐伊·加汉（Zoe Gahan）认为这是“一次惊为天人的舞台表演。很难说出加兰结束齐薇格开始的地方......去看看这部电影吧。睁大眼睛看，你会笑中带泪——因为每一滴眼泪她都值得。”IndieWire的埃里克·科恩（Eric Kohn）给出“C”级评价，他写道：“齐薇格在一个沉闷平淡的冒险故事中，很好地驾驭了疲倦的、
自我反省的音乐偶像，发现她自己在为过去而苦苦挣扎，与药物成瘾和家庭破裂作斗争。《朱迪》讲了一个人尽皆知的故事，就是去改造自己，直到齐薇格掌管话语权而有所不同。”
RogerEbert.com的莫妮卡·卡斯蒂略（Monica Castillo）给予影片2/4星评价，赞扬影片将加兰遭人虐待的童年情景化穿插的处理方法，但批评古尔德的导演和齐薇格的表演，表示影片有很多瑕疵，比如齐薇格造作的举止太过让人分神，她周围的一切都被蒙上了阴影。尽管齐薇格努力尝试，但是她饰演的朱迪无法超越一位多栖艺人给人的印象。她大写的演技还是无法让人觉得这个角色表现很自然。

### 奖项
| 大奖                       | 日期           | 奖项                 | 提名者             | 结果 | 参考   |
| -------------------------- | -------------- | -------------------- | ------------------ | ---- | ------ |
| 澳大利亞影視藝術學院獎     | 2020年1月3日   | 最佳国际女主角       | 蕾妮·齐薇格        | 提名 | [ 23 ] |
| 美国退休人员协会成人电影奖 | 2020年1月11日  | 最佳女主角           | 蕾妮·齐薇格        | 獲獎 | [ 24 ] |
| 美国退休人员协会成人电影奖 | 2020年1月11日  | 最佳时间胶囊         | 《茱蒂》           | 提名 | [ 24 ] |
| 亚特兰大影评人圈           | 2019年12月2日  | 最佳女主角           | 蕾妮·齐薇格        | 獲獎 | [ 25 ] |
| 英国电影学院奖             | 2020年2月2日   | 最佳女主角           | 蕾妮·齐薇格        | 獲獎 |        |
| 英国电影学院奖             | 2020年2月2日   | 最佳服装设计         | 珍妮·提米          | 提名 |        |
| 英国电影学院奖             | 2020年2月2日   | 最佳化妆与发型设计   | 杰里米·伍德黑德    | 提名 |        |
| 英国独立电影奖             | 2019年12月1日  | 最佳女主角           | 蕾妮·齐薇格        | 獲獎 | [ 26 ] |
| 英国独立电影奖             | 2019年12月1日  | 最佳摄影             | 奥莱·布拉特·伯克兰 | 提名 | [ 26 ] |
| 英国独立电影奖             | 2019年12月1日  | 最佳服装设计         | 简·蒂米            | 提名 | [ 26 ] |
| 英国独立电影奖             | 2019年12月1日  | 最佳化妆与发型设计   | 杰里米·伍德黑德    | 獲獎 | [ 26 ] |
| 英国独立电影奖             | 2019年12月1日  | 最佳布景             | 凯夫·奎恩          | 提名 | [ 26 ] |
| 评论家选择电影奖           | 2020年1月12日  | 最佳女主角           | 蕾妮·齐薇格        | 獲獎 | [ 27 ] |
| 评论家选择电影奖           | 2020年1月12日  | 最佳化妝與髮型設計   | 《茱蒂》           | 提名 | [ 27 ] |
| 底特律影评人协会           | 2019年12月9日  | 最佳女主角           | 蕾妮·齐薇格        | 提名 | [ 28 ] |
| 底特律影评人协会           | 2019年12月9日  | 最佳突破演出         | 傑西·伯克利        | 提名 | [ 28 ] |
| 金球獎                     | 2020年1月5日   | 剧情类电影最佳女主角 | 蕾妮·齐薇格        | 獲獎 | [ 29 ] |
| 好莱坞影评人协会           | 2020年1月9日   | 最佳女主角           | 蕾妮·齐薇格        | 提名 | [ 30 ] |
| 好莱坞影评人协会           | 2020年1月9日   | 最佳发型与设计       | 《朱迪》           | 提名 | [ 30 ] |
| 好萊塢電影獎               | 2019年11月3日  | 好莱坞女演员奖       | 蕾妮·齐薇格        | 獲獎 | [ 31 ] |
| 獨立精神獎                 | 2020年2月8日   | 最佳女主角           | 蕾妮·齐薇格        | 獲獎 | [ 32 ] |
| 國家評論協會               | 2020年1月8日   | 年度十佳独立电影     | 《朱迪》           | 獲獎 | [ 33 ] |
| 國家評論協會               | 2020年1月8日   | 最佳女主角           | 蕾妮·齐薇格        | 獲獎 | [ 33 ] |
| 棕榈泉国际电影节           | 2020年1月2日   | 沙漠棕榈成就奖       | 蕾妮·齐薇格        | 獲獎 | [ 34 ] |
| 聖地牙哥影評人協會         | 2019年12月9日  | 最佳女主角           | 蕾妮·齐薇格        | 亚军 | [ 35 ] |
| 聖地牙哥影評人協會         | 2019年12月9日  | 最佳突破艺人         | 傑西·伯克利        | 提名 | [ 35 ] |
| 圣芭芭拉国际电影节         | 2020年1月16日  | 美国里维埃拉奖       | 蕾妮·齐薇格        | 獲獎 | [ 36 ] |
| 卫星奖                     | 2019年12月19日 | 戏剧电影类最佳女主角 | 蕾妮·齐薇格        | 提名 | [ 37 ] |
| 卫星奖                     | 2019年12月19日 | 最佳服装设计         | 珍妮·蒂米          | 提名 | [ 37 ] |
| 美國演員工會獎             | 2020年1月19日  | 最佳女主角           | 蕾妮·齐薇格        | 獲獎 | [ 38 ] |
| 圣路易斯影评人协会         | 2019年12月15日 | 最佳女主角           | 蕾妮·齐薇格        | 提名 | [ 39 ] |
| 华盛顿特区影评人协会       | 2019年12月8日  | 最佳女主角           | 蕾妮·齐薇格        | 提名 | [ 40 ] |
| 奥斯卡金像奖               | 2020年2月9日   | 最佳女主角           | 蕾妮·齐薇格        | 獲獎 | [ 41 ] |
| 奥斯卡金像奖               | 2020年2月9日   | 最佳化妆与发型设计   | 杰瑞米·伍德黑德    | 提名 | [ 41 ] |